# أعمال العنف على أتباع الديانة الهندوسية في بنغلادش عام 2013

تظهر الخريطة المناطق (الملونة بالأحمر) ذات الغالبية الهندوسية التي هاجمتها الجماعة الإسلامية البنغالية.

في عام 2013، حكمت محكمة الجرائم الدولية على دلوار حسين السعيدي، نائب رئيس الجماعة الإسلامية البنغالية، بالإعدام لارتكابه جرائم حرب خلال حرب بنغلادش عام 1971. بعد صدور حكم الإعدام، هاجم نشطاء الجماعة الإسلامية البنغالية وجناحها الطلابي، شهاترا شبير، أتباع الديانة الهندوسية في مختلف أنحاء البلاد، وقامو بنهب ممتلكاتهم وحرق منازلهم وتدنيس المعابد الهندوسية وإضرام النيران فيها. حملت الحكومة البنغالية الجماعة الإسلامية البنغالية المسؤولية عن الهجمات التي استهدفت الأقليات الدينية، بينما نفت قيادة الجماعة أي مسؤولية لها عن تلك الهجمات. احتج زعماء الأقليات على الهجمات وطالبوا بتحقيق العدالة. أمرت المحكمة العليا في بنغلادش السلطات المعنية بإنفاذ القانون ببدء التحقيق الفوري بالهجمات دون انتظار ادعاءات المتضررين. أعرب سفير الولايات المتحدة الأمريكية في بنغلادش عن قلقه إزاء هجمات الجماعة الإسلامية البنغالية على المجتمع الهندوسي في بنغلادش.

## خلفية
كانت الهجمات على الأقليات الهندوسية في بنغلادش من عمل المتطرفين المدعومين من قبل الجماعة الإسلامية البنغالية والحزب الوطني البنغلاديشي. انخرطت الجماعة مع الحزب الوطني البنغالي، بعد صدور حكم الإعدام بحق دلوار حسين، بأعمال شغب ضد الحكومة، فضلًا عن مهاجمة الأقليات واستهداف قوات الشرطة المحلية. دمرت الهجمات آلاف المنازل والمعابد الهندوسية. تعرضت هذه الهجمات لانتقادات شديدة من قبل حكومتي الولايات المتحدة والهند والعديد من المنظمات الأخرى المطالبة بالسلام حول العالم.

## الهجمات
بعد صدور حكم الإعدام، خرج أتباع الجماعة الإسلامية البنغالية إلى الشوارع للتعبير عن احتجاجهم عليه. هاجم المحتجون العديد من المنشآت بما في ذلك منشآت الشرطة والإطفاء، وعرقلوا المرور وأضرموا النيران بالمركبات. تركزت هجمات المحتجين على الممتلكات التابعة للأقلية الهندوسية، فدمروا منازلهم ومتاجرهم وخربوا معابدهم وأشعلوا النيران فيها. أسفرت الهجمات، حسب قادة المجتمع المحلي، عن تدمير أكثر من 50 معبدًا هندوسيًا و1500 منزلًا هندوسيًا في 20 مقاطعة.

### مقاطعة شيتاغونغ

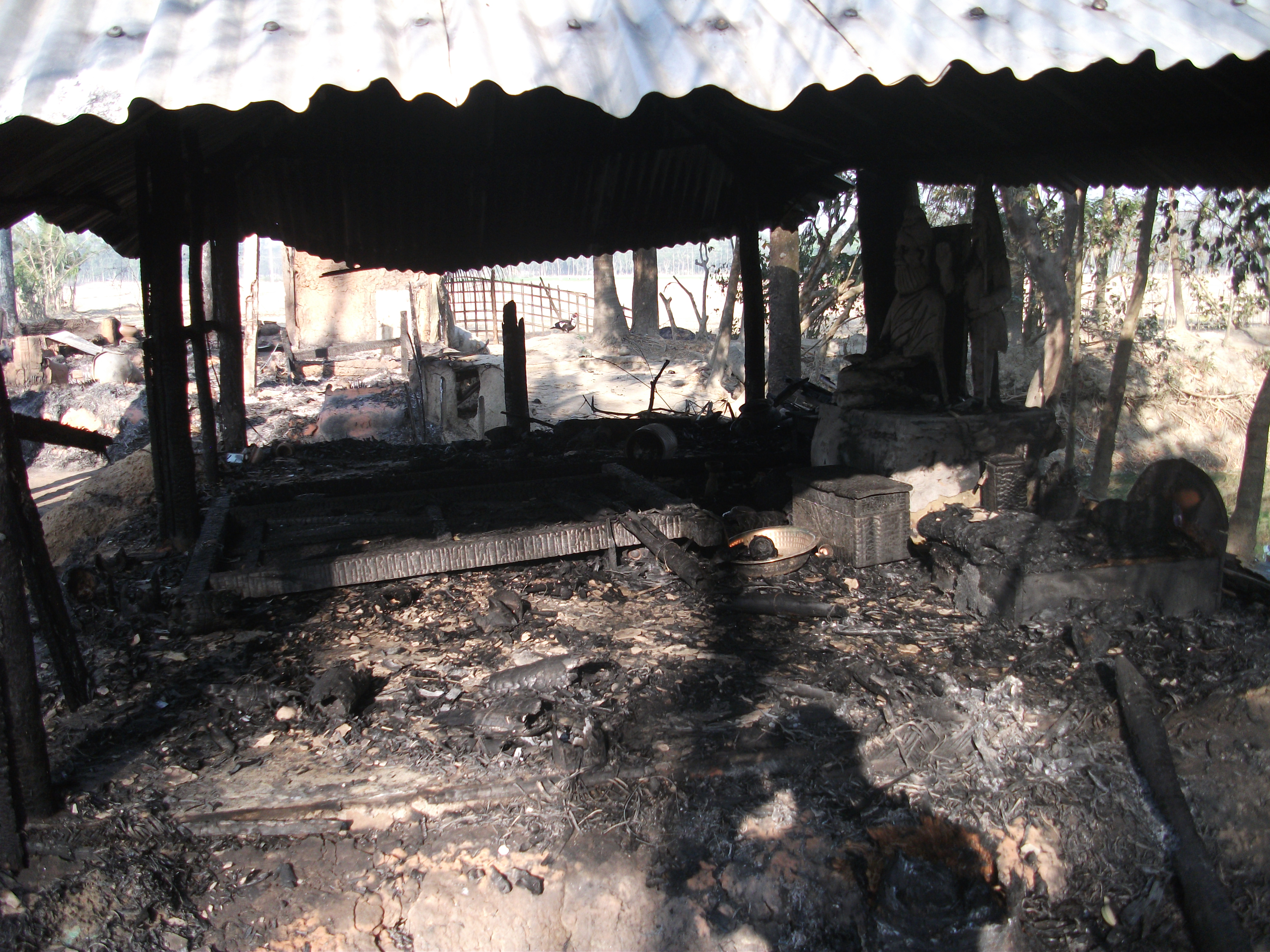
المعبد الهندوسي المدمر في مقاطعة بانسخالي الفرعية. بعدسة ساماريش بيديا.

تشتمل الجماعات الجهادية التي كانت مسؤولة عن هجمات عام 2013 ضد أتباع الديانة الهندوسية في بنغلاديش على مجموعة حفظة الإسلام والجماعة الإسلامية والحزب الوطني البنغلاديشي الشهيرة. تحدث أحد الصحافيين الباكستانيين عن العلاقة التي تربط الجماعات المتطرفة بمموليها في صحيفة إنترناشيونال هيرالد تريبيون. تعرضت العديد من المنازل والمعابد الهندوسية في منطقة نوخالي لهجوم من قبل الإسلاميين. في صباح يوم 28 فبراير، بدأ عدد من نشطاء الجماعة الإسلامية وأتباع جماعة شهاترا شبير بالتجمع بالقرب من سوق راجغانج في مقاطعة بيجومجانغ الفرعية. حوالي الساعة 2 من بعد ظهر نفس اليوم، ومباشرة بعد صدور حكم الإعدام بحق دلوار حسين السعيدي، شرع النشطاء، المسلحين بالعصي، بإطلاق مسيرة احتجاجية على الحكم. دمر موكب المحتجين معبد كالي في سوق راجغانج ومعبدًا آخر بالقرب من بيناباري. هاجم المحتجون بعدها أتباع الديانة الهندوسية في قريتي تونغيبار وألاديناغار المجاورتين، وخربوا ثمانية منازل ونهبوا جميع ممتلكاتها الثمينة بما في ذلك النقود والمجوهرات، كما دمروا معبد بويان في قرية تونغيبار. تسببت الهجمات بإصابة ستة أشخاص، واستمرت، على عدة مراحل، حتى ساعات المساء. حوالي الساعة 18:30 من نفس اليوم، أصدرت السلطات قرارًا بنشر كتيبة التدخل السريع للسيطرة على الوضع. في 23 مارس، قام متطرفون إسلاميون بتخريب أحد المعابد الهندوسية في مقاطعة كومبانيجامغ الفرعية، وفي 26 من نفس الشهر، أضرم المتشددون النار في منزل هندوسي في منطقة زيرالي التابعة لمقاطعة بيغامجانغ الفرعية.
في مقاطعة لاكشميبور، تعرضت خمسة متاجر مجوهرات، تعود ملكيتها لأشخاص من أتباع الديانة الهندوسية، للنهب، كما هاجم المتطرفون المسلمون معبدًا هندوسيًا في منطقة شاندراجاند ونهبوا مقتنياته. قام المتطرفون المسلمون بإضرام النار في أحد المعابد الهندوسية في مدينة جايارشار في مقاطعة رايبور الفرعية، كما أُضرمت النيران في ديرين هندوسيين آخرين، فيما تمكنت الشرطة من منع مثيري الشغب عن إحراق معبد آخر. في 1 مارس أضرم مثيرو الشغب النار في منزل هندوسي في منطقة شار سيتا في مقاطعة رامجاتي الفرعية، وفي 11 مايو، أضرموا النيران في معبد هندوسي في مقاطعة رامجانغ الفرعية.
هاجم نشطاء تابعون للجماعة الإسلامية وأتباع جماعة شهاترا شبير، بعد ظهر يوم 28 فبراير، أتباع الديانة الهندوسية في مقاطعة شيتاغونغ. في مقاطعة بانشخالي الفرعية، أضرم مثيرو الشغب النار في منازل أتباع الديانة الهندوسية في منطقة داكشين جلدي، وأسفرت الهجمات عن تدمير 20 منزل وإصابة 14 هندوسي في الحريق المتعمد ووفاة اثنين، كما قُتل عجوز هندوسي في الخامسة والستين من عمره في الهجمات. في الساعة 02:30 من صباح يوم الثلاثاء 5 مارس 2013، أحرق مثيرو الشغب معبد سارباجانين ماغاديشواري في منطقة روبكانيا الشرقية في مقاطعة ساتكانيا الفرعية، وعند الساعة 03:30، أحرق مثيرو الشعب معبد خيترابال بشكل كامل وسرقوا أموال صندوق التبرعات فيه.
في سوق كوكس، دمر أتباع الجماعة الإسلامية البنغالية ثلاثة معابد هندوسية. تجمع الآلاف من أتباع الجماعة مع أتباع جماعة شهاترا شبير، في الساعة التاسعة مساءً، أمام دائرة مقاطعة باريشاد الفرعية، وأضرموا، عند الساعة العاشرة، النيران بالمعابد الهندوسية، بعد تخريب المكاتب الحكومية ومكتب حزب رابطة عوامي.
في مقاطعة كوميلا، أقدم مثيرو الشغب على تخريب صورة إله هندوسي، في مقاطعة براهمانبارا الفرعية. وفي الساعة 11 من مساء يوم الجمعة الأول من آذار، أُضرمت النيران بأحد عشر متجرًا، تعود ملكية أربعة منها لأشخاص من أتباع الديانة الهندوسية، في سوق خيورا في كاسبا أوبازيلا بمقاطعة براهمانباريا. في أولى ساعات الصباح من يوم الأربعاء 6 مارس، أشعلت مجموعة من مثيري الشغب النار بمعبد ساباجانين كالي في قرية شاباتالي في منطقة محمدبور الشرقية التابعة لمقاطعة داودكاندا الفرعية، بعد تخريب خمسة أصنام للآلهة الهندوسية.
في 28 مارس، أضرم نشطاء الحزب الوطني البنغلاديشي، مع نشطاء الجماعة الإسلامية البنغالية، النار في معبد هندوسي في منطقة رانغاماتي في مقاطعة باجاهيتشاري الفرعية.

### إقليم خولنا
في ليلة 28 فبراير، دمر مثيرو الشعب معبدًا هندوسيًا في قرية بينغجور التابعة لمجلس منطقة شينغريخالي الريفية في موريلغانح أوبازيلا في مقاطعة باغرهات، وأضرموا النيران بمعبد دوموريا شربجانين التابع لمجلس منطقة راماتشادرابور. أُضرمت النيران في منزلين يتبع سكانهما الديانة الهندوسية، تعود ملكية أحدهما لزعيم محلي لرابطة عوامي، في منطقة تابعة للمجلس مدينة بانيوجرام. في 3 أبريل، أحرق مثيرو الشغب معبدًا هندوسيًا في نفس المنطقة بعد تخريب أصنامه. في مقاطعة ساتخيرا، هاجم نشطاء الجماعة الإسلامية البنغالية وأتباع جماعة شهاترا شبير عدة منازل، تعود ملكيتها لعوائل من أتباع الديانة الهندوسية، إضافة إلى عدة منشآت تجارية. أقدم مثيرو الشغب، في مناطق كادامتالا وسيتي كوليدج مور وأبادرها التابعة لبلدية ساتخيرا على نهب وتدمير أكثر من 100 منزل ومنشأة تجارية تعود ملكيتها للعوائل الهندوسية. أصدر قاضي بلدية ساتخيرا قرارًا ببدء تفعيل المادة 44 في الدستور البنغالي في البلدية وفي بعض المناطق في مقاطعة أساسوني الفرعية. في 5 مارس، أضرم أتباع جماعة شهاترا شبير والحزب الوطني البنغالي النار في 8 منازل تعتنق عائلاتها الديانة الهندوسية في منطقة خولنا. في منتصف ليل 12 مارس، قام مثيرو الشغب بتخريب 23 صنمًا للآلهة الهندوسية، شيفا، في محرقة جثث أنجيتا التابعة لأحد المعابد الهندوسية في مقاطعة كاليغناج الفرعية في مقاطعة جينايدا.